# يلينا كوستانيتش توسيتش
يلينا كوستانيتش توسيتش (بالكرواتية: Jelena Kostanić-Tošić)‏ مواليد 6 يوليو 1981 في سبليت، هي لاعبة كرة مضرب كرواتية سابقة بدأت مسيرتها كمحترفة سنة 1999 وكانت تلعب باليد اليسرى، اعتزلت اللعب في سبتمبر 2010. كما أنها إحدى بطلات الجراند سلام. أعلى تصنيف لها في الفردي كان المركز الـ 32 في سنة 2004. سبق أن شاركت في دورة الألعاب الأولمبية الصيفية.

## بطولات حققتها
- بطولة ويمبلدون
- أستراليا المفتوحة

## الخط الزمني للأداء
مفتاح
| ف | ن | ن.ن | ر.ن | د# | د.م | ل | أ.أ | ت | غ | ب | ف | ذ | م.خ | ل.ت |

(ف) فاز بالبطولة (ن) وصل النهائي (ن.ن) نصف النهائي (ر.ن) ربع النهائي (د#) الأدوار الأربعة الأولى (د.م) دور المجموعات (ل) شارك في كأس ديفيز (أ.أ) خرج من الأدوار الاولى (ت) خسر التصفيات التأهيلية (غ) غاب عن الحدث أو البطولة (ب) حصل على ميدالية برونزية (ف) حصل على ميدالية فضية (ذ) حصل على ميدالية ذهبية (م.خ) بطولة الماسترز خُفضت إلى مرتبة أقل (ل.ت) البطولة لم تعقد في السنة المعينة.
لتجنب الارتباك وازدواجية الحساب، يتم تحديث هذه المعلومات إما في نهاية البطولة، أو عندما تكون مشاركة اللاعب في البطولة قد انتهت.

### الفردي
| الدورة            | 1999 | 2000 | 2001 | 2002 | 2003 | 2004 | 2005 | 2006 | 2007 | 2008 |
| ----------------- | ---- | ---- | ---- | ---- | ---- | ---- | ---- | ---- | ---- | ---- |
| أستراليا المفتوحة | غ    | د3   | د1   | د2   | د1   | د1   | د2   | د3   | د3   | د1   |
| فرنسا المفتوحة    | غ    | د1   | غ    | د2   | د2   | د2   | د2   | د1   | د1   | غ    |
| بطولة ويمبلدون    | غ    | د1   | غ    | د1   | د1   | د1   | د1   | د1   | د1   | غ    |
| أمريكا المفتوحة   | د2   | د2   | غ    | د1   | د1   | د3   | د1   | د2   | د2   | د1   |

## روابط خارجية
- يلينا كوستانيتش توسيتش على موقع رابطة محترفات التنس (الإنجليزية)
- يلينا كوستانيتش توسيتش على موقع الاتحاد الدولي لكرة المضرب (الإنجليزية)
- يلينا كوستانيتش توسيتش على موقع كأس بيلي جين كينغ (الإنجليزية)
- يلينا كوستانيتش توسيتش على موقع خلاصة التنس.كوم (الإنجليزية)
- يلينا كوستانيتش توسيتش على موقع أوليمبيديا (الإنجليزية)